# História Oral do Exército
A História Oral do Exército é uma coleção de livros da editora da Biblioteca do Exército com depoimentos históricos de interesse do Exército Brasileiro.

## Origens
No Brasil, ao final do século XX a história oral já tinha lugar dentro da historiografia. Em 1999 o general Gleuber Vieira, comandante do Exército, iniciou os projetos "História Oral do Exército na Revolução de 1964, em maio, e "História Oral do Exército na Segunda Guerra Mundial", em outubro, ambos sob a supervisão do general Aricildes de Moraes Motta. Em 2000 o escopo foi expandido para outras áreas. Seu objetivo, segundo Motta, era conservar a história fidedigna para o futuro. Uma Coordenadoria Geral direcionou seis Coordenadorias Regionais em Porto Alegre, São Paulo, Fortaleza, Recife, Brasília e Rio de Janeiro. As entrevistas foram tanto de civis quanto de militares. Posteriormente a realização passou ao Centro de Estudos e Pesquisas de História Militar do Exército.

## Títulos
- História Oral  do  Exército  na Segunda Guerra Mundial: publicada em oito tomos em 2001, tem 182 entrevistas e aborda as experiências dos veteranos da Força Expedicionária Brasileira.[3][4]

- 1964 — 31 de março: o movimento revolucionário e a sua história: publicado em quinze tomos entre 2003 e 2004.[5][4] Apresenta diversidade de opiniões, mas o todo transmite a versão institucional do Exército sobre a ditadura militar no Brasil.[6] Os entrevistados são 247 militares e civis com alguma participação no período, dando voz a depoentes favoráveis ao que chamam de "revolução", ou seja, o golpe de Estado de 1964, e aos governos dos presidentes militares,[7] com algumas exceções, como o ex-preso político José Genoino, que aceitou ser entrevistado.[8] Na perspectiva dos militares, a esquerda derrotada em 1964 depois venceu a disputa pela memória, construindo uma história que qualificam como "revanchista". O objetivo declarado da obra é, então, "mostrar o outro lado da colina".[9]

- História Oral do Exército — Projeto Rondon: integrar para não entregar": publicado em três tomos entre 2006 e 2007, aborda os universitários e professores que saíram do Rio de Janeiro para Rondônia para o Projeto Rondon.[4]

- História Oral — Engenharia militar: publicado em dois tomos entre 2009 e 2010, aborda a engenharia militar no país, incluindo o programa nuclear brasileiro.[4]

- História Oral do Exército — Formação de oficiais da reserva: aborda os oficiais da reserva (R/2) e os Centros de Preparação de Oficiais da Reserva.[1]

- História Oral da Artilharia de Costa: publicado em um tomo em 2010.[4]

- História do Exército nas Operações de Paz: publicado em dois tomos em 2010, aborda o contingente brasileiro na Força de Emergência das Nações Unidas, no Oriente Médio, entre 1957 e 1967.[4]

Um projeto sobre as operações nos complexos da Penha e do Alemão estava em fase inicial em 2017.

### Citações
1. 1 2 3 4  Vasconcelos Junior 2017.
2. ↑  Motta 2017.
3. ↑  Atassio 2007, p. 8.
4. 1 2 3 4 5 6  BIBLIEx 2020, pp. 62-63.
5. ↑  Chaves 2011, p. 13.
6. ↑  Mancuso 2005.
7. ↑  Chaves 2011, pp. 13-15.
8. ↑  Chaves 2011, pp. 14, 49-50 e 54.
9. ↑  Atassio 2007, pp. 11-12 e 14.